# (1181) Lilith
Pour les articles homonymes, voir Lilith (homonymie).
(1181) Lilith est un astéroïde de la ceinture principale.

## Description
(1181) Lilith est un astéroïde de la ceinture principale, découvert le 11 février 1927 par l'astronome franco-russe Benjamin Jekhowsky depuis l'observatoire d'Alger. Sa dénomination provisoire était 1927 CQ. 

## Nom
Cet astéroïde est nommé en l'honneur de la compositrice française Lili Boulanger,. En fait, le père de Lili était Ernest Boulanger, célèbre professeur français du conservatoire de Paris tandis que la mère était Raïssa Ivanovna Mychetsky [Boulanger], une princesse russe. Pour Jekhowsky, cette union franco-russe était convenable en faveur de son découvert.  
Par ailleurs, elle n'a aucun rapport avec la Lune noire, également appelée Lilith, employée en astrologie.